# Стефані-Енн Макферсон
Стефані-Енн Макферсон (англ. Stephenie Ann McPherson, нар. 25 листопада 1988) — ямайська легкоатлетка, яка спеціалізується в спринтерських дисциплінах, призерка Олімпійських ігор 2016, чемпіонка світу, призерка чемпіонатів світу.
На чемпіонаті світу-2019 здобула «бронзу» в жіночій естафеті 4×400 метрів.

## Виступи на Олімпіадах
| Олімпіада           | Дисципліна   | Місце |
| ------------------- | ------------ | ----- |
| 2016 Ріо-де-Жанейро | 400 метрів   | 6     |
| 2016 Ріо-де-Жанейро | 4×400 метрів | 2     |